# Бош-Гимпера, Пере
Пере Бош-(и-)Гимпера (Бош-Гимпера) (традиционное написание фамилии: по-испански — Бош-(и-)Химпера, по каталонски — Боск-(и-)Жимпера; кат. Pere Bosch (i) Gimpera; 22 марта 1891, Барселона — 9 октября 1974, Мехико) — испанский историк каталонского происхождения, исследователь доисторической эпохи Иберии.

## Биография
Защитил докторские диссертации по словесности в 1911 году и по истории в 1913 году с тем, чтобы занять должность профессора греческого языка. В 1911—1914 годы был студентом-стипендиатом по греческой филологии, доисторическому периоду и древней истории в Берлине.
В 1916—1939 годах был преподавателем кафедры древней и средневековой истории в Барселонском университете. В тот же период занимал должность директора Службы археологических исследований Института изучения Каталонии. В 1916—1931 годах возглавлял отдел археологии Барселонского музея, в 1931—1933 годах был деканом факультета философии и словесности, а в 1933—1939 годах — ректором Барселонского университета. Занимал должность советника юстиции в каталонском правительстве Льюиса Компаниса.
В 1919 году и в 1925 году совместно с археологом Луисом Перикот Гарсия изучал 3 дольмена, найденных у города Росес (в 180 км от Барселоны), провинция Жирона, Испания. В ходе исследований установлен период возведения дольменов (3500-3000 до н. э.). За характерные особенности и внешний вид дольмены были названы Creu Cobertella, Del Cap de l'home и Llit de la Generala.
Вскоре после окончания Гражданской войны в Испании, в связи с участием в каталонском республиканском правительстве, переехал в Оксфорд, затем в Мексику, где также приобрёл известность как историк и археолог. После эмиграции занимал должности профессоров различных европейских и латиноамериканских вузов. Был отмечен почётными наградами и степенями во многих странах. Получил мексиканское гражданство в 1971 году.
Важным вкладом Бош-Гимперы в историческую науку является систематизация сведений по доисторическому периоду Иберии, исследования по индоевропейской прародине, доисторическому Ближнему Востоку и доколумбовым культурам. Сторонник метода сравнительной археологии, неоднократно проводил параллели между этапами развития доколумбовых и древнеевропейских культур. На труды Бош-Гимперы неоднократно ссылается А. Л. Монгайт.

## Сочинения
- La historia catalana (1919)
- La arqueología prerromana hispánica (1920)
- Etnología de la Península Ibérica (1932)
- El poblamiento antiguo y la formación de los pueblos de España (1945)
- El Próximo Oriente en la Antigüedad (1964)
- El problema indoeuropeo (1968)
- La Universitat i Catalunya (1969)
- Historia de Oriente (1971)
- La América precolombina (1971)
- Las raíces de Europa (1974)
- La América prehispánica (1974)